# Гаетан Куке
Гаетан Куке (нід. Gaëtan Coucke, нар. 3 листопада 1998, Тонгерен, Бельгія) — бельгійський футболіст, воротар клубу «Мехелен».

## Ігрова кар'єра

### Клубна
Свою футбольну кар'єру Гаетан Куке починав у клубі «Генк», де займався футболом з восьмирічного віку. З 2016 року тренерський штаб клубу почав залучати Куке до матчів основної команди. Але у 2018 році воротар відправився в річну оренду до клубу «Ломмель».
Після завершення контракту з «Генком» сторони не стали продовжувати домовленість і Гаетан Куке перейшов до складу «Мехелена».

### Збірна
У листопаді 2020 року Гаетана Куке викликали до складу національної збірної Бельгії але у матчі проти команди Данії на поле Куке так і не вийшов.

## Досягнення
Генк
- Переможець Суперкубка Бельгії: 2019